# République soviétique populaire du Khorezm
26 avril 1920 – 20 octobre 1923
(3 ans, 5 mois et 24 jours)
Entités précédentes :
- Khanat de Khiva

Entités suivantes :
- République soviétique socialiste du Khorezm

La république soviétique populaire du Khorezm (en ouzbek : خارزم شورا سوسیالیست جمهوریاتی ; en russe : Хорезмская Народная Советская Республика, Khorezmskaïa Narodnaïa Sovietskaïa Respoublika) succède au khanat de Khiva en février 1920, quand le khan abdiqua sous la pression populaire. Elle fut officialisée lors de la première assemblée (qurultay) du Khorezm, le 26 avril 1920. Le 20 octobre 1923, la république fut transformée en république soviétique socialiste du Khorezm (en russe Хорезмская ССР, Khorezmskaïa SSR). Elle est intégrée à la république socialiste fédérative soviétique de Russie.